# Airblue
A Airblue é uma empresa aérea do Paquistão, a segunda maior do país, com 30% de participação no mercado doméstico.

## Frota

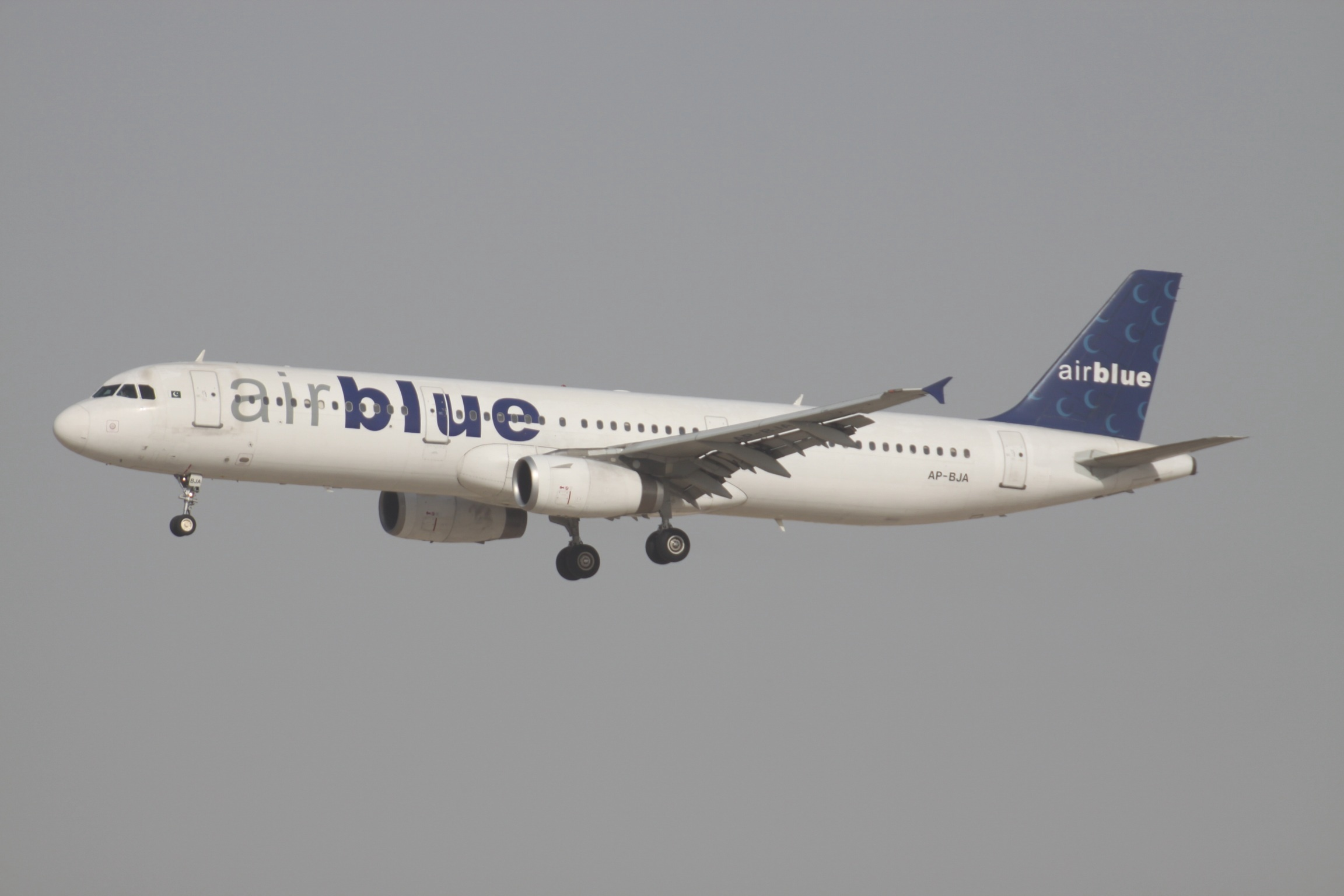
Airbus A321 da Airblue.

| Aeronave    | Frota | Ordens | Passageiros | Notas                               |
| ----------- | ----- | ------ | ----------- | ----------------------------------- |
| Airbus A319 | 2     | 0      | 144         |                                     |
| Airbus A320 | 2     | 0      | 156         |                                     |
| Airbus A321 | 3     | 0      | 185         | 1 acidentado em 28 de julho de 2010 |
| Total       | 7     | 0      |             | Atualizado: 28/07/2010              |

## Acidentes e incidentes
- Em 28 de julho de 2010 um A321 que fazia o Voo Airblue 202 acidentou-se próximo a Islamabad, Paquistão, matando todos os 152 passageiros e tripulantes.